# Castillo de Numata
El castillo de Numata (沼田城 Numata-jō) fue un castillo japonés que se encontraba en Numata, al norte de la Prefectura de Gunma, Japón. El castillo fue gobernado por muchos clanes diferentes a lo largo de la Historia y fue escenario de una gran batalla durante el periodo Sengoku. A finales del periodo Edo, el castillo de Numata fue la sede del clan Toki, los daimios del Dominio de Numata. El castillo fue también conocido como "Kurauchi-jō" (倉内城)

## Historia
Durante el periodo Muromachi, la región que circundaba a Numata estuvo controlada por el clan Numata, y era el emplazamiento de una fortificación construida en esta ubicación por Numata Akiyasu en 1532. Sanada Masayuki, un vasallo de Takeda Katsuyori capturó el castillo en 1580, y la mayoría de los miembros del clan Numata pereció en un intento fallido de recuperar su casa ancestral el año siguiente. La región fue posteriormente disputada entre el clan Sanada y el Odawara Hōjō. En 1589, Toyotomi Hideyoshi intentó arbitrar la disputa dando Numata al clan Hōjō y otorgando el cercano castillo Nagurumi al Sanada. Sin embargo, el castellano del clan Hōjō, Inomata Kuninori, estaba descontento con este arreglo y atacó al clan Sanada. Finalmente, tras la derrota del clan Hōjō en la batalla de Odawara en 1590, el control de Numata fue devuelto al clan Sanada.
Sanada Nobuyuki reconstruyó exhaustivamente el castillo de Numata a gran escala en 1597, incorporando paredes de piedra y una gran torre de cinco pisos, así como varias torres (yagura) de tres pisos. El Dominio de Numata se constituyó en dominio independiente de los territorios de los Sanada en 1656, pero el año 1681 Sanada Nobutoshi fue desposeído del mismo por el shogunato Tokugawa por retrasarse en el suministro de materiales para la construcción del puente Ryōgoku (Tokio) y por su mala administración, y el castillo fue destruido.
El Dominio de Numata fue restaurado en 1703 y dado a Honda Masanaga, quién reconstruyó el castillo de Numata a una escala más pequeña, descegando algunos de los fosos y restaurando algunos terraplenes, pero sin construir torres de vigilancia ni torre del homenaje. El castillo pasó brevemente a una rama del clan Kuroda (1732) para terminar en manos del clan Toki en 1742, que lo conservaría hasta el final del periodo Edo. Los Toki vivían en una residencia construida dentro del tercer recinto, pero lo que debería ser un castillo era en realidad poco más que un centro administrativo amurallado (jin'ya).

## El castillo hoy
En 1912, un antiguo samurai al servicio del clan Toki, Kume Tamenosuke, adquirió los terrenos del castillo, y lo donó a la ciudad de Numata en 1926 para que se usara como parque. El parque actual contiene la Casa Ubukata, un edificio del periodo Edo que había sido usado como farmacia en la ciudad aneja del castillo de Numata. Dicho edificio tiene la categoría de Propiedad Cultural Importante, y hace las funciones de museo de historia local. También contiene un modelo a escala del castillo de Numata durante el gobierno del clan Sanada.